# Øster Hornum
Øster Hornum er en lille by i Himmerland med 1.040 indbyggere  (2024), beliggende i Øster Hornum Sogn ca. 20 kilometer syd for Aalborg, og ca. 5 kilometer fra motorvej E45. Byen hører til Rebild Kommune og ligger i Region Nordjylland.

## Øster Hornum Skole
Øster Hornum Skole som ligger i centrum af Øster Hornum by, har 6 klassetrin inkl. 0. klasse (børnehaveklasse). Efter 6 klasse er der skoleskifte til Bavnebakkeskolen i Støvring.
Nuværende skoleleder er Lars Hviid Pilgaard.

## Øster Hornum Idrætsforening
Al sport i Øster Hornum foregår gennem den lokale idrætsforening, Ø.H.I.(Øster Hornum Idrætsforening), der består af ca. 700 aktive medlemmer. Det høje tal skyldes flere klubsamarbejder med andre lokale foreninger.
Øster Hornums senior fodboldhold spiller pt. serie 4 i JBUs turnering efter oprykning i foråret 2008.

### Fodbold
Fodboldafdelingen i Ø.H.I består af en ungdomsafdeling og en seniorafdeling.
Ungdomsafdelingen består af ca. 100 aktive spillere af begge køn. Ø.H.Is ungdomshold indgår i et tæt samarbejde med 3 nærliggende klubber Byrsted Hjeds IF, IK Frem og Sørup IF. Samarbejdet sørger for, at hold i alle årgange kan konkurrere på et acceptabelt plan.
Seniorafdelingen har pt. 2 herrehold (2013). De to hold spiller i Serie 4 og Serie 6.

### Håndbold
Håndboldafdelingen i Ø.H.I. består af ca. 150 aktive medlemmer. Håndboldafdelingen består hovedsageligt af en stor ungdomsafdeling, mens seniorafdelingen kun kan byde på damehåndbold. Resterne af klubbens dameseniorhold spiller i den nærtliggende klub Sørup IF, der tilmed træner og spiller kamp i Øster Hornum Hallen.
På nuværende tidspunkt har Øster Hornum Idrætsforening damehold tilmeldt i serie 3 og serie 4.

### Gymnastik
Gymnastikafdelingen er Ø.H.Is største afdeling med ca.- 170 medlemmer, fordelt på alle aldre, lige fra puslinge/forældre barn, til motionsgymnastik for voksne. For gymnaster i alderen 10 år og op, tilbydes der træning med fokus på opvisnings gymnastik og konkurrence gymnastik. Siden 2016 har gymnastikafdelingen udbudt powertumbling som disciplin, og fra 2019 er der også kommet dobbelt-mini.trampolin (DMT) på listen over discipliner. I tumbling stiller Ø.H.I op i flere rækker, bl.a. Senior Elite Herre, hvor klubben indtræder midt i ligaen. Dermed er Øster Hornum er væsentlig spiller angående springgymnastikken i Nordjylland, da de fleste af de konkurrenceaktive gymnaster kommer fra hele Nordjylland, lige fra Østervrå og Hjørring i nord, til Hobro og Års i syd.

## Eksterne Henvisninger
- Øster Hornum Idrætsforening
- Historier fra Øster Hornum (Webside ikke længere tilgængelig)
- Luftfotos af Øster Hornum Arkiveret 17. februar 2015 hos  Wayback Machine